# Amminnaja
Amminnaja (fam-mi-en-na-ya) hettita királyné, Hajasa királyának leánya, akiről a nevén kívül gyakorlatilag semmit sem tudni, mivel az őt említő KBo XIX. 84,7 dokumentum nagyon töredékesen maradt fenn. Talán II. Arnuvandasz hettita király felesége volt, de van olyan elmélet, miszerint Nikalmal babiloni hercegnő – I. Szuppiluliumasz felesége – hettita neve lenne. Egy Ithaja nevű arraphai uralkodó unokahúga, aki Saustatar mitanni király uralma alatt élt. A KUB 14.4 II. Murszilisz napfogyatkozásos jóslatát tartalmazza, ennek a szövegnek azonban nagyon nehéz és vitatott az értelmezése. Még egy feltételezhető névelőfordulás a KBo XVIII. 42,6 töredékben van, ahol egy havi fesztivál résztvevőit sorolják fel, itt fam-mi-na-ya alakú.